# 요안 구프랑
요안 파트리크 구프랑(Yoan Patrick Gouffran, 1986년 5월 25일 ~ )은 프랑스의 전 축구 선수이다. 선수 시절 미드필더로 뛰었다.

## 수상 경력
지롱댕 드 보르도
- 리그 1: 2008-09
- 쿠프 드 라 리그: 2008-09
- 트로페 데 샹피옹: 2008, 2009

뉴캐슬 유나이티드
- EFL 챔피언십: 2016-17